# Carl Gustaf Nilsson
Carl Gustaf Derrick Nilsson, född 8 augusti 1944 i Helsingfors, död där 8 oktober 2015, var en finländsk läkare. 
Nilsson, som var specialist i kvinnosjukdomar och förlossningar, blev medicine och kirurgie doktor 1977, avdelningsöverläkare på kvinnokliniken vid Helsingfors universitetscentralsjukhus (HUCS) 1991 och professor i obstetrik och gynekologi vid Helsingfors universitet 2001. Han författade skrifter inom reproduktionsendokrinologi, födelsekontroll, tonårsgynekologi, obstetrik, urogynekologi och inkontinenskirurgi.